# Rally de Chipre de 2016
El Rally de Chipre de 2016, oficialmente 45. CNP Asfalistiki Cyprus Rally, fue la cuadragésimo quinta edición y la décima y última ronda de la temporada 2016 del Campeonato de Europa de Rally. Se celebró del 7 al 9 de octubre y contó con un itinerario de catorce tramos sobre asfalto y tierra que sumaban un total de 214,38 km cronometrados.
El ganador de la prueba fue el ruso Alexey Lukyanuk que en el último rally del campeonato consiguió su segunda victoria. Estuvo acompañado en el podio por el alemán, Marijan Griebel que consiguió su primer y único podio de la temporada y por el letón Ralfs Sirmacis.

## Itinerario
| Día                     | Tramo | Nombre                              | Distancia | Ganador de la etapa | Automóvil       | Tiempo          | Líder de la general |
| ----------------------- | ----- | ----------------------------------- | --------- | ------------------- | --------------- | --------------- | ------------------- |
| Día 1 (7 de octubre)    | SS1   | DHL Stavrovouni 1                   | 11.35 km  | Alexey Lukyanuk     | Ford Fiesta R5  | 6:29.9          | Alexey Lukyanuk     |
| Día 1 (7 de octubre)    | SS2   | CYTANET Petrofani 1                 | 21.49 km  | Alexey Lukyanuk     | Ford Fiesta R5  | 13:00.5         | Alexey Lukyanuk     |
| Día 2 (8 de octubre)    | SS3   | PSALTIS ENEOS Tseri 1               | 14.40 km  | Ralfs Sirmacis      | Škoda Fabia R5  | 7:40.3          | Alexey Lukyanuk     |
| Día 2 (8 de octubre)    | SS4   | Kotsiatis 1                         | 14.66 km  | Alexey Lukyanuk     | Ford Fiesta R5  | 9:44.5          | Alexey Lukyanuk     |
| Día 2 (8 de octubre)    | SS5   | DHL Lythrodontas 1                  | 22.00 km  | Alexey Lukyanuk     | Ford Fiesta R5  | 16:02.6         | Alexey Lukyanuk     |
| Día 2 (8 de octubre)    | SS6   | Lagia 1                             | 10.34 km  | Ralfs Sirmacis      | Škoda Fabia R5  | 8:47.0          | Alexey Lukyanuk     |
| Día 2 (8 de octubre)    | SS7   | PSALTIS ENEOS Tseri 2               | 14.40 km  | Alexey Lukyanuk     | Ford Fiesta R5  | 7:26.7          | Alexey Lukyanuk     |
| Día 2 (8 de octubre)    | SS8   | DHL Lythrodontas 2                  | 22.00 km  | Alexey Lukyanuk     | Ford Fiesta R5  | 16:08.8         | Alexey Lukyanuk     |
| Día 2 (8 de octubre)    | SS9   | Lagia 2                             | 10.34 km  | Alexey Lukyanuk     | Ford Fiesta R5  | 8:27.7          | Alexey Lukyanuk     |
| Día 2 (8 de octubre)    | SS10  | CNP Asfalistiki Super Special Stage | 5.98 km   | Alexey Lukyanuk     | Ford Fiesta R5  | 5:08.7          | Alexey Lukyanuk     |
| Día 3 (9 de octubre)    | SS11  | DHL Stavrovouni 2                   | 11.35 km  | Alexey Lukyanuk     | Ford Fiesta R5  | 6:16.6          | Alexey Lukyanuk     |
| Día 3 (9 de octubre)    | SS12  | CYTANET Petrofani 2                 | 21.49 km  | Alexey Lukyanuk     | Ford Fiesta R5  | 12:32.8         | Alexey Lukyanuk     |
| Día 3 (9 de octubre)    | SS13  | Love Cyprus Golden Stage 1          | 20.08 km  | Tramo cancelado     | Tramo cancelado | Tramo cancelado | Alexey Lukyanuk     |
| Día 3 (9 de octubre)    | SS14  | Love Cyprus Golden Stage 2          | 14.50 km  | Alexey Lukyanuk     | Ford Fiesta R5  | 9:06.2          | Alexey Lukyanuk     |
| Fuente:ewrc-results.com |       |                                     |           |                     |                 |                 |                     |

## Clasificación final
| Pos.                     | Piloto                | Copiloto             | Automóvil                | Equipo                            | Tiempo    | Puntos |
| ------------------------ | --------------------- | -------------------- | ------------------------ | --------------------------------- | --------- | ------ |
| 1                        | Alexey Lukyanuk       | Alexey Arnautov      | Ford Fiesta R5           | Alexey Lukyanuk                   | 2:06:55.9 | 25+14  |
| 2                        | Marijan Griebel       | Pirmin Winklhofer    | Škoda Fabia R5           | Marijan Griebel                   | +2:12.2   | 18+12  |
| 3                        | Ralfs Sirmacis        | Arturs Šimins        | Škoda Fabia R5           | Sports Racing Technologies        | +2:56.0   | 15+10  |
| 4                        | Dávid Botka           | Péter Szeles         | Citroën DS3 R5           | Botka Rallye Team                 | +6:20.2   | 12+8   |
| 5                        | Christos Demosthenous | Pambos Laos          | Mitsubishi Lancer Evo IX | Petrolina - Eni Racing Team       | +7:13.2   | 10+3   |
| 6                        | Chips Jr              | Antonis Chrysostomou | Mitsubishi Lancer Evo IX | Antonis & Stavros Autoservice Ltd | +9:13.1   | 8+2    |
| 7                        | Costas Zenonos        | Phanos Christofi     | Mitsubishi Lancer Evo IX | Psaltis Auto Parts                | +9:23.4   | 6+2    |
| 8                        | Savvas Savva          | Andreas Papandreou   | Mitsubishi Lancer Evo IX | Savvas Savva                      | +12:31.8  | 4      |
| 9                        | Michalis Posedias     | Georgios Alexandrou  | Mitsubishi Lancer Evo X  | Michalis Posedias                 | +14:23.3  | 2      |
| 10                       | Stavros Antoniou      | Demetris Pieri       | Mitsubishi Lancer Evo IX | Psaltis Eneos Rally Team          | +15:25.6  | 1      |
| Fuente: ewrc-results.com |                       |                      |                          |                                   |           |        |